# Oleg Jefriemow
Oleg Nikołajewicz Jefremow (ros. Оле́г Никола́евич Ефре́мов; ur. 1 października 1927 w Moskwie, zm. 24 maja 2000 tamże) — radziecki i rosyjski reżyser teatralny, aktor teatralny, głosowy i filmowy, teatralny działacz i pedagog.
Ludowy Artysta ZSRR (1976), Bohater Pracy Socjalistycznej (1987), laureat trzech Nagród Państwowych ZSRR (1969, 1974, 1983) i dwóch Nagród Państwowych Federacji Rosyjskiej (1997, 2003), kawaler Orderu Za Zasługi dla Ojczyzny III klasy (1997).
Był jednym z założycieli i pierwszym sekretarzem Zarządu Związku Działaczy Teatralnych ZSRR, członkiem Związku Filmowców ZSRR; członek KPZR od 1955.
Jego syn Michaił Jefriemow również został aktorem.
Spoczywa pochowany na Cmentarzu Nowodziewiczym w Moskwie.

## Wybrana filmografia

### Role głosowe
- 1957: Kiedy spełniają się życzenia (głos)

### Role filmowe
- 1964: Żywi i martwi jako płk Iwanow
- 1966: Złodziej samochodów jako śledczy Podbieriozowikow
- 1966: Ajbolit-66 jako Doktor Ajbolit
- 1968: Trzy topole jako Sasza
- 1971: Wszyscy ludzie króla jako Adam Stenton
- 1972: Wybacz i żegnaj jako milicjant Burow
- 1980: Dwadzieścia lat później jako artysta
- 1995: Szirli-Myrli jako sąsiad